# Greg Andrusak
Greg Andrusak (* 14. November 1969 in Cranbrook, British Columbia) ist ein ehemaliger kanadischer Eishockeyverteidiger. Während seiner Karriere spielte er unter anderem für die Pittsburgh Penguins und Toronto Maple Leafs in der National Hockey League sowie für die Eisbären Berlin, Berlin Capitals und die Hamburg Freezers in der Deutschen Eishockey Liga.

## Karriere
Greg Andrusak wurde während des NHL Entry Draft 1988 in der fünften Runde als insgesamt 88. Spieler von den Pittsburgh Penguins ausgewählt. Seine Karriere als Eishockeyspieler begann er zuvor in der Saison 1986/87 bei den Kelowna Packers aus der British Columbia Junior Hockey League. Von 1987 bis 1992 spielte Andrusak sowohl im Eishockeyteam der University of Minnesota Duluth, als auch der Junioren-Nationalmannschaft Kanadas. Im Sommer 1992 wurde der Kanadier in den Kader von Pittsburghs Farmteam, den Cleveland Lumberjacks aus der International Hockey League, berufen, für die er die folgenden drei Spielzeiten hauptsächlich aktiv war. In der Zeit bis 1996 wurde er nur zwölf Mal in der National Hockey League von den Penguins eingesetzt. Die restliche Zeit verbrachte er in der IHL bei den Detroit Vipers und Minnesota Moose.
Von 1996 bis 1999 stand der Verteidiger erstmals in Europa unter Vertrag, wo er zwei Jahre lang in der Deutschen Eishockey Liga für die Eisbären Berlin auf dem Eis stand. Am 19. März 1999 unterschrieb Andrusak als Free Agent bei seinem Ex-Verein den Pittsburgh Penguins, nachdem er in dieser Saison bereits für die Eisbären Berlin in der DEL, HC Servette Genève in der Schweizer Nationalliga B und die Houston Aeros aus der International Hockey League gespielt und den Turner Cup gewonnen hatte. Da Andrusak nur sieben Partien bis Ende der Saison 1998/99 in der NHL spielte, wechselte er am 19. Juli 1999 als Free Agent zu den Toronto Maple Leafs. Auch dort wurde er kaum in der NHL eingesetzt, sondern spielte den Hauptteil der Saison für die Chicago Wolves in der IHL, mit denen er seinen zweiten Turner Cup gewann.
Im Sommer 2000 verpflichteten die San Jose Sharks den Verteidiger, der allerdings in der folgenden Saison ausschließlich für deren Farmteam aus der American Hockey League, die Kentucky Thoroughblades, zum Einsatz kam. Seine Karriere beendete der Verteidiger in Europa, wo er zunächst in der Saison 2001/02 in der Schweizer Nationalliga A für den HC Lugano spielte und anschließend mit den Berlin Capitals aus der DEL abstieg. Die Spielzeit 2002/03 verbrachte Andrusak bei deren Ligarivalen Hamburg Freezers, ehe er seine Karriere beim EHC Chur in der Nationalliga B beendete.

### International
Beim einzigen Turnier, das Andrusak für die kanadische Nationalmannschaft bestritt, erreichte er mit seinem Team die Bronzemedaille bei der Eishockey-Weltmeisterschaft 1995.

## Erfolge und Auszeichnungen
- 1992 WCHA First All-Star Team
- 1995 Bronzemedaille bei der Weltmeisterschaft
- 1999 Turner-Cup-Gewinn mit den Houston Aeros
- 2000 Turner-Cup-Gewinn mit den Chicago Wolves